# Des Moines (Washington)
Des Moines je grad u američkoj saveznoj državi Washington. Prema popisu stanovništva iz 2010. u njemu je živjelo 29.673 stanovnika.